# Palla (Gewand)

Agrippina die Jüngere mit Palla

Eine Palla (lateinisch palla) ist ein langes, bis über die Füße herabgehendes, viereckig zugeschnittenes Gewand, welches von Frauen im Römischen Reich beim Ausgehen über den anderen Kleidern getragen wurde. Es ist das Gegenstück zu dem von den Männern getragenen Mantel, dem Pallium. Es ist aber ebenfalls belegt, dass auch Frauen das Pallium trugen. Auch Sänger und Tragöden trugen die Palla.
Ein Teil der traditionellen Hochzeitsbekleidung war die gelbrote Palla galbeata.